# Abdelmajid Oulmers
Abdelmajid Oulmers (12 de setembro de 1978) é um futebolista profissional marroquino que atua como meia.

## Carreira
Abdelmajid Oulmers representou a Seleção Marroquina de Futebol nas Olimpíadas de 2000.